# Zelotes capensis
Zelotes capensis FitzPatrick, 2007 è un ragno appartenente alla famiglia Gnaphosidae.

## Etimologia
Il nome della specie deriva dalla provincia sudafricana sul cui territorio sono stati rinvenuti gli esemplari: Provincia del Capo Orientale e dal suffisso latino -ensis che ne indica l'appartenenza.

## Caratteristiche
Questa specie appartiene al capensis group, le cui peculiarità sono: l'embolus del maschio è lungo, piuttosto spesso e si origina retrolateralmente; l'apofisi terminale è breve. La piastra epiginale femminile è allungata e arrotondata ai margini laterali, in modo che il margine posteriore risulta spostato sul davanti.
L'olotipo maschile rinvenuto ha lunghezza totale è di 5,58mm; la lunghezza del cefalotorace è di 2,67mm; e la larghezza è di 1,92mm.

## Distribuzione
La specie è stata reperita nel Sudafrica centrale: l'olotipo maschile è stato rinvenuto nei pressi di Burgersdorp, cittadina della Provincia del Capo Orientale.

## Tassonomia
Al 2016 non sono note sottospecie e dal 2007 non sono stati esaminati nuovi esemplari.